# Psychotria ceratalabastron
Espèce
Psychotria ceratalabastron K.Schum. est une plante de la famille des Rubiaceae, du genre Psychotria. C’est un arbuste d’environ 5 m de haut, appartenant au groupe des angiospermes. On la retrouve dans la zone géographique d’Afrique tropicale : Cameroun, RD Congo, Rwanda. 